# Jin'ya
Ne pas confondre avec le mot jinja qui est un suffixe de sanctuaire shinto

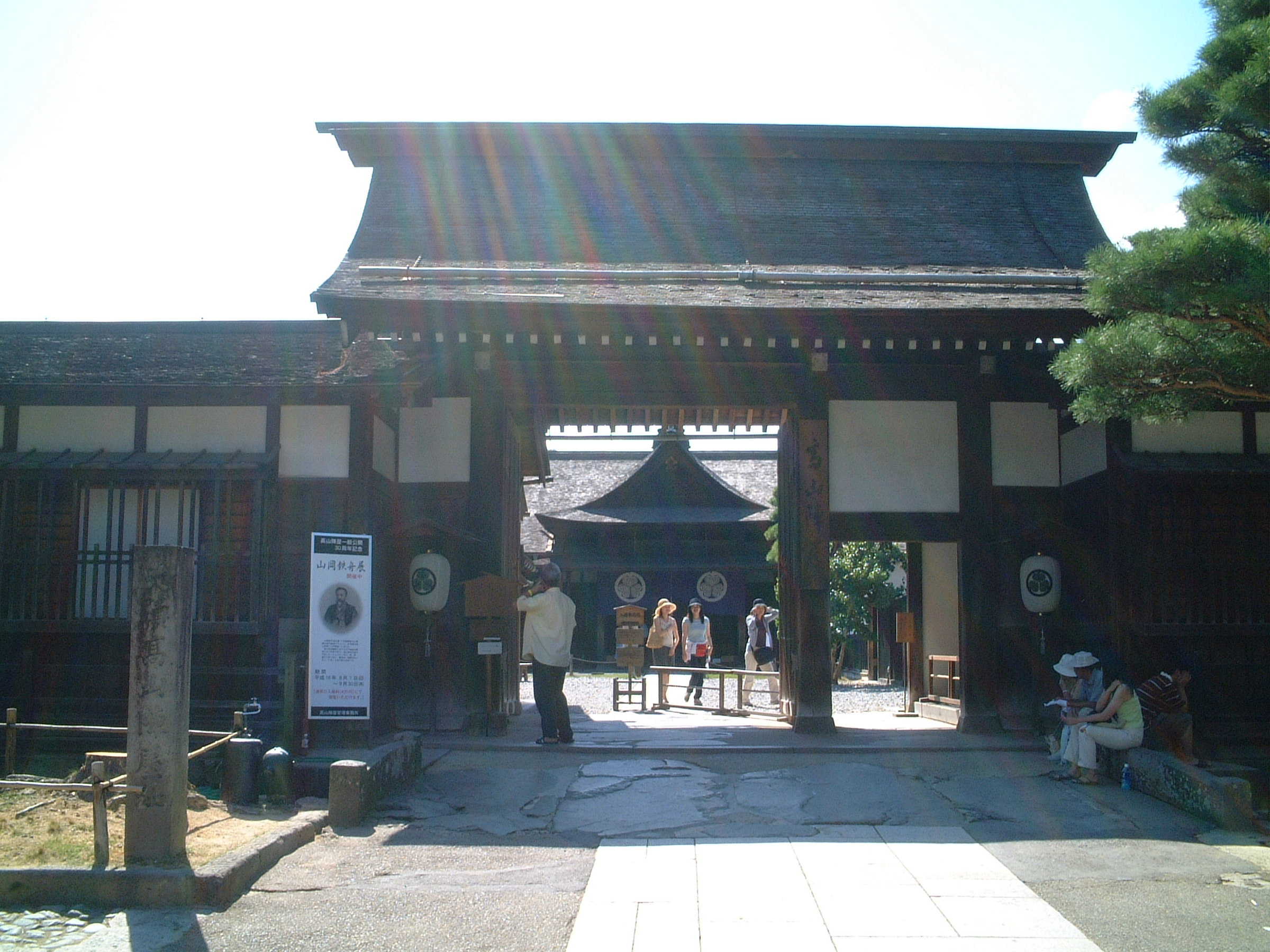
Le jin'ya de Takayama existe toujours.

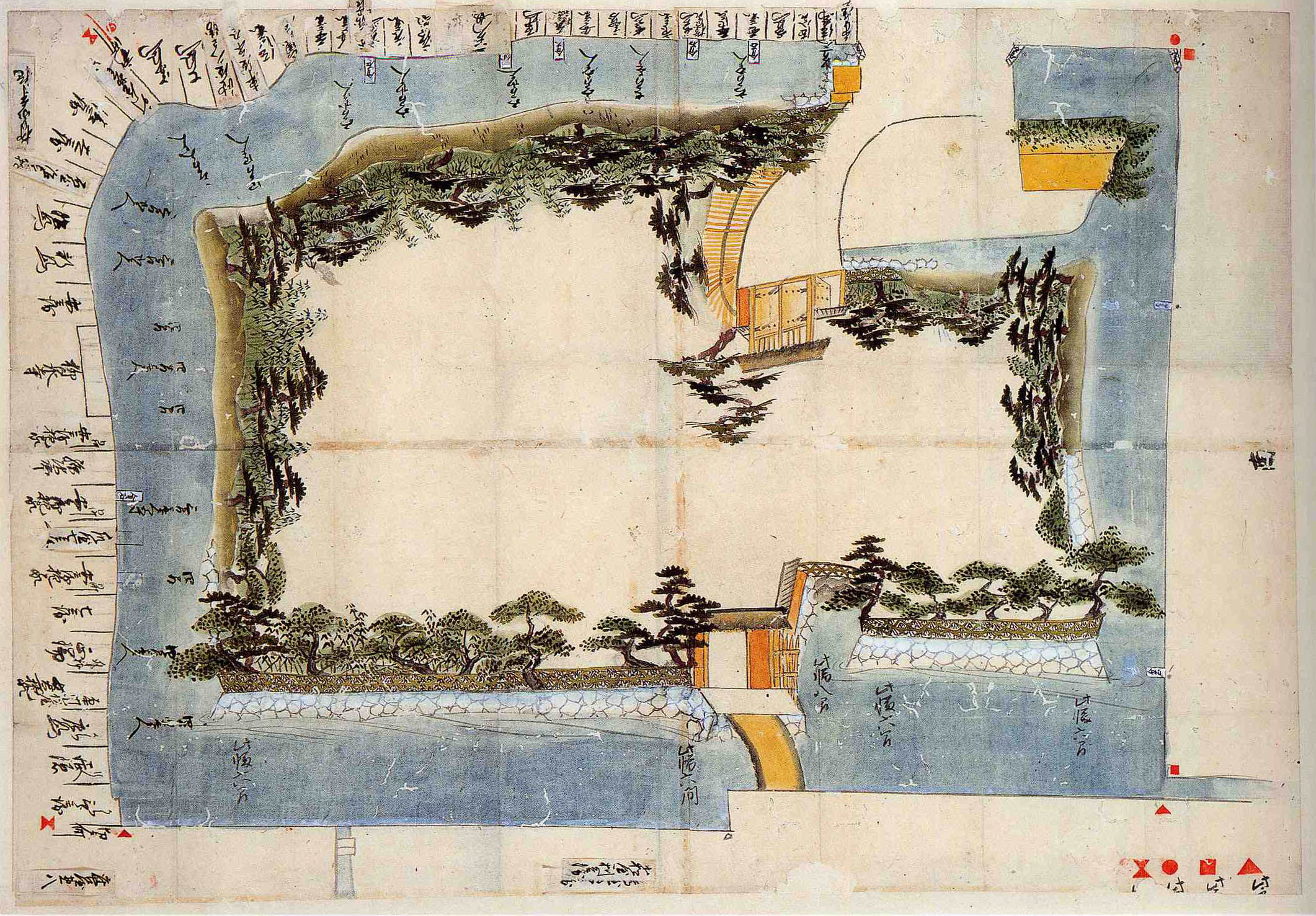
Jin'ya de Hyogo.

Durant l'époque d'Edo de l'histoire du Japon, un jin'ya (陣屋) est le quartier général administratif d'un petit domaine féodal ou d'une parcelle de terrain appartenant au shogunat Tokugawa. C'est aussi la résidence fortifiée du responsable de l'administration ainsi que le lieu des entrepôts de grain du domaine. Alors que les grands domaines disposent de châteaux, certains plus petits n'en possèdent pas et le jin'ya, bien plus petit qu'un château, abrite l'administration. Certains, tel le jin'ya Komono à Komono, préfecture de Mie, ont une tour de guet (yagura), à l'image du donjon d'un château. D'autres disposent de douves ou de murs en terre, dans certains cas restes d'un ancien château sur le site.
D'une façon générale, les domaines d'une valeur de 30 000 koku ou moins possèdent un jin'ya à la place d'un château. Il s'en trouve également sur les terres shogunales et celles dirigées par un hatamoto. À l'intérieur des grands domaines, les jin'ya servent de quartier général de district (gun daikan-sho). Il en existe aussi dans les enclaves de domaines.
Les « trois grands jin'ya » se trouvent aux domaines d'Iino, de Tokuyama et de Tsuruga.